# Onni Valakari
Onni Valakari né le 18 août 1999 à Motherwell en Écosse, est un footballeur international finlandais. Il joue au poste de milieu offensif avec le club de San Diego FC, en prêt du Paphos FC.

## Biographie

### Débuts en Finlande
Onni Valakari commence sa carrière en Finlande, au SJK Akatemia, puis au SJK Seinäjoki, où il joue quatre matchs.
Le 10 avril 2017, Valakari rejoint librement le TPS Turku. Il joue son premier match en faveur de son nouveau club le 19 juillet 2017, face au Grankulla IFK, en championnat. Son équipe s'impose par trois buts à zéro ce jour-là.

### Tromsø IL
Le 5 août 2018, Onni Valakari s'engage en faveur du club norvégien du Tromsø IL. Il est ainsi coaché par son père, Simo Valakari, entraîneur de Tromsø depuis 2017. Le 10 août 2018, Onni joue son premier match avec son nouveau club, contre le Sandefjord Fotball, contre qui son équipe s'incline (1-0). Le 1er septembre suivant, Onni Valakari inscrit son premier but en faveur de Tromsø, en championnat, lors de la victoire des siens sur la pelouse du Strømsgodset IF (2-4).

### Paphos FC et prêts
Après la relégation du Tromsø IL à l'issue de la saison 2019, Onni Valakari quitte le club. Il rejoint en janvier 2020 le club chypriote du Paphos FC.
Valakari joue son premier match sous ses nouvelles couleurs le 1er février 2020, lors d'une rencontre de championnat face à l'Ethnikos Achna. Titularisé ce jour-là, il se fait remarquer en inscrivant ses deux premiers buts pour le club, participant ainsi à la victoire de son équipe par trois buts à zéro.
Il s'impose comme un joueur majeur de Paphos, attirant l'intérêt de plusieurs clubs européens, mais le 25 novembre 2022, le milieu finlandais prolonge avec le club chypriote. Il signe un contrat courant jusqu'en mai 2026,.
Le 13 janvier 2025, il rejoint en prêt le San Diego FC, franchise nouvellement créée, avec une option pour 2026,.

### En sélection
Avec les moins de 19 ans, il inscrit deux buts en juin 2019, lors de deux rencontres amicales face au Monténégro.
Il reçoit sa première sélection avec l'équipe de Finlande espoirs le 22 mars 2019, contre la Norvège. Ce jour-là, il entre en jeu en cours de partie, et les Finlandais s'imposent au terme d'un match riche en buts (8-3). Il inscrit son premier but avec les espoirs le 11 mai 2019, en amical contre la Suède (défaite 2-3). Pour sa première sélection en équipe nationale de Finlande contre la France le 11 novembre 2020, il se distingue notamment en marquant un but d'une frappe enroulée en lucarne (victoire 0-2).
Il est retenu par Markku Kanerva, le sélectionneur de l'équipe nationale de Finlande, pour participer à l'Euro 2020. Il ne joue toutefois aucun match lors de ce tournoi, où la Finlande, pour sa première fois dans la compétition ne parvient pas à sortir de la phase de groupe.

## Vie personnelle
Onni Valakari est le fils d'un ancien footballeur international finlandais, Simo Valakari. Onni est né à Motherwell en Écosse, à l'époque où son père portait les couleurs du Motherwell FC.